# 아이거글레처역
아이거글레처역(Eigergletscher)은 스위스 베른주의 라우터브루넨에 있는 기차역이다. 이 역은 클라이네 샤이덱에서 융프라우요흐까지 운행하는 융프라우 철도의 열차가 운행되며, 이곳에서 인터라켄, 라우터브루넨, 벵엔 및 그린델발트에서 베르너 오버란트 철도와 벵에른알프 철도를 통해 연결된다.
이 역은 인접한 곳에 있는 아이거 빙하에서 이름을 따왔으며, 융프라우 철도가 정상까지 터널을 통과하기 전 마지막으로 야외에 모습을 드러낸 역이다. 이곳은 철도의 정비창이 있는 곳이기도 하다.

## 역사
1898년 9월 19일, 융프라우 철도의 첫 노천 구간이 시작되면서 개통되었다. 이후 1899년 8월 2일, 노선은 로트스톡의 터널 내 임시 종착역으로 연장되었다.
융프라우반 AG는 그린델발트 그룬트에서 아이거글레처까지 방문객을 직접 데려다 주는 새로운 V-케이블웨이가 건설되어 융프라우호흐까지의 이동 시간을 47분 단축시킬 것이라고 발표했다. 2018년 여름에 공사를 시작했고 새로운 서비스는 2020년 12월 4일에 개통되었다. 코로나 바이러스 전염병으로 인한 봉쇄 조치로 인해 소규모로만 시작될 수 있었다.

## 운행 열차
이 역에는 다음과 같은 여객 열차가 운행된다.
| 운영자        | 노선                                                                    | 편수       |
| ------------- | ----------------------------------------------------------------------- | ---------- |
| 융프라우 철도 | 클라이네 샤이덱 - 아이거글레처 - 아이거반트 - 아이스메어 - 융프라우요흐 | 시간당 2편 |

## V-반
2018년 여름부터 2020년 겨울까지 아이거글레처역이 대폭 확장되었다. V-반 프로젝트의 중요한 부분인 이 역은 이제 융프라우요흐로 가는 도중에 환승 지점 역할을 한다. 결과적으로 클라이네 샤이덱역은 그 중요성을 잃었다.

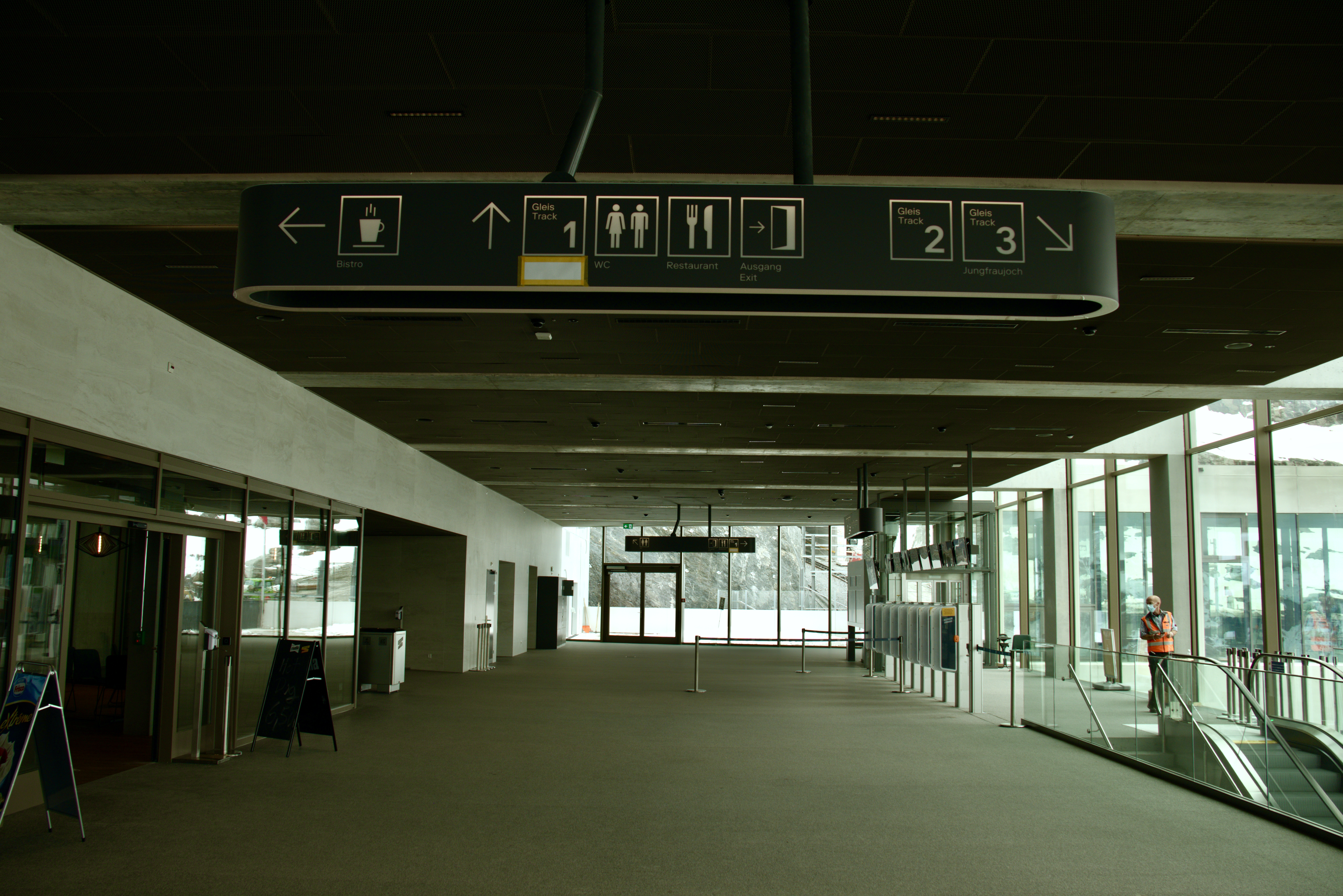
아이거글레처역의 승객홀
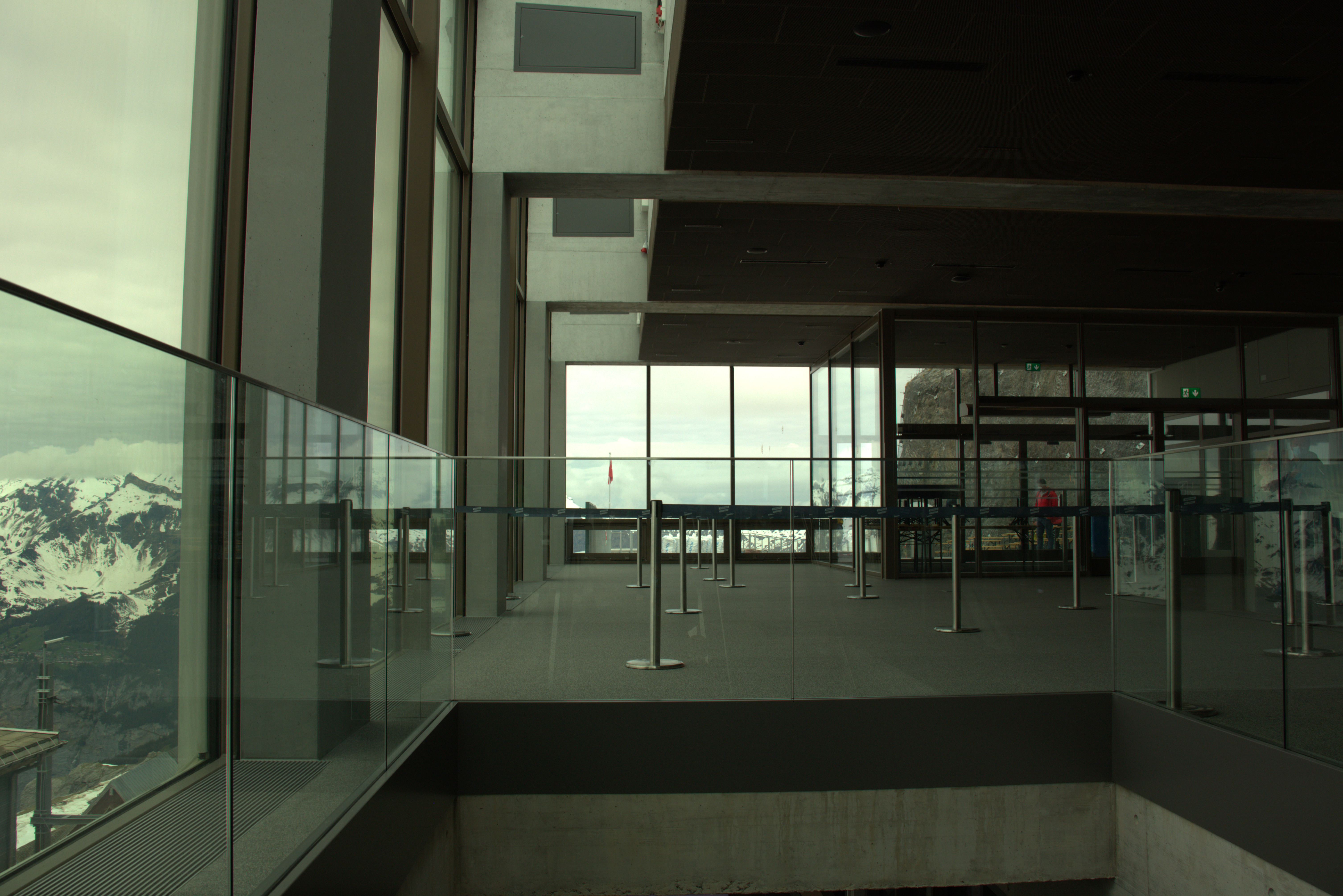
아이거글레처역의 승객홀
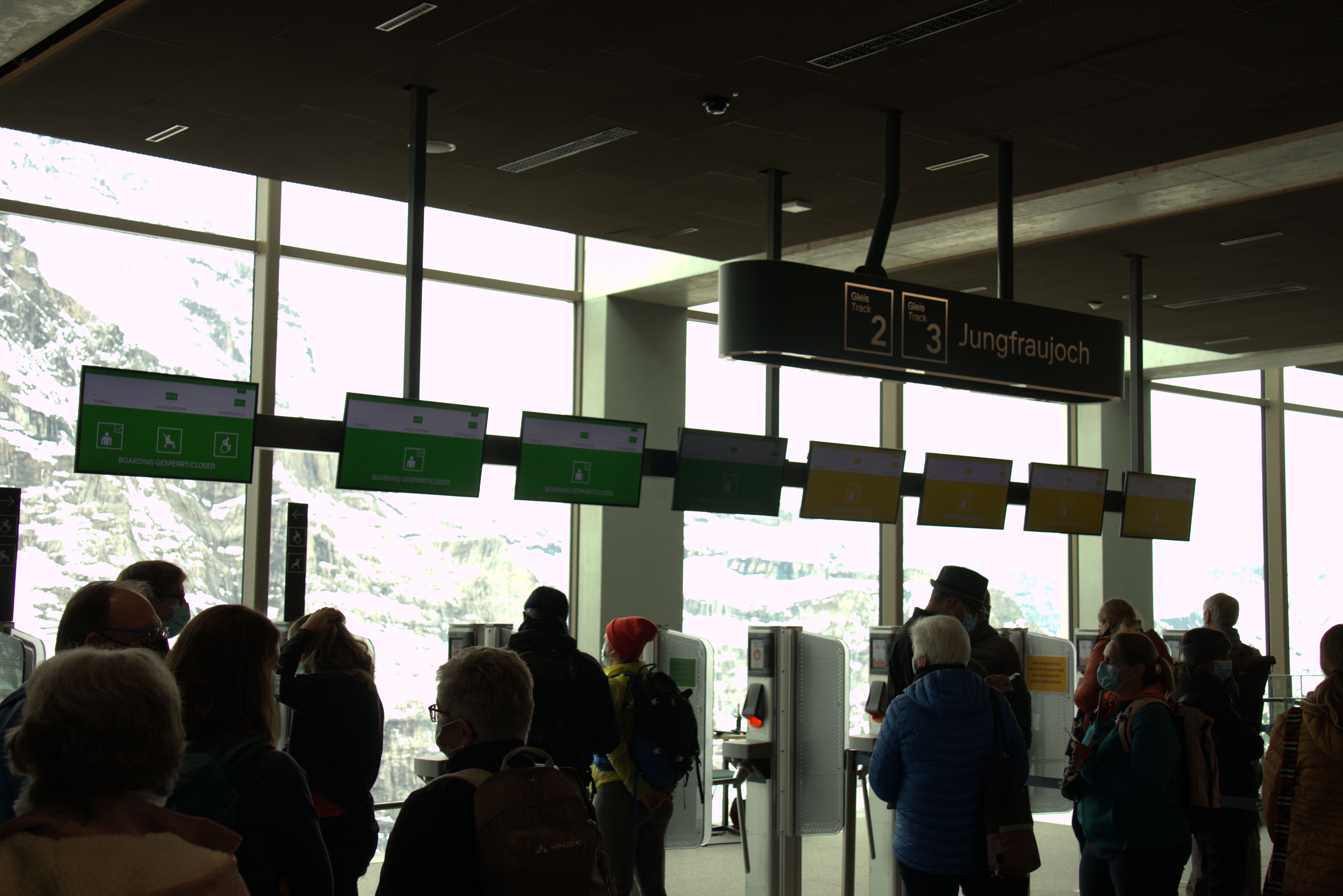
융프라우 철도 승차장
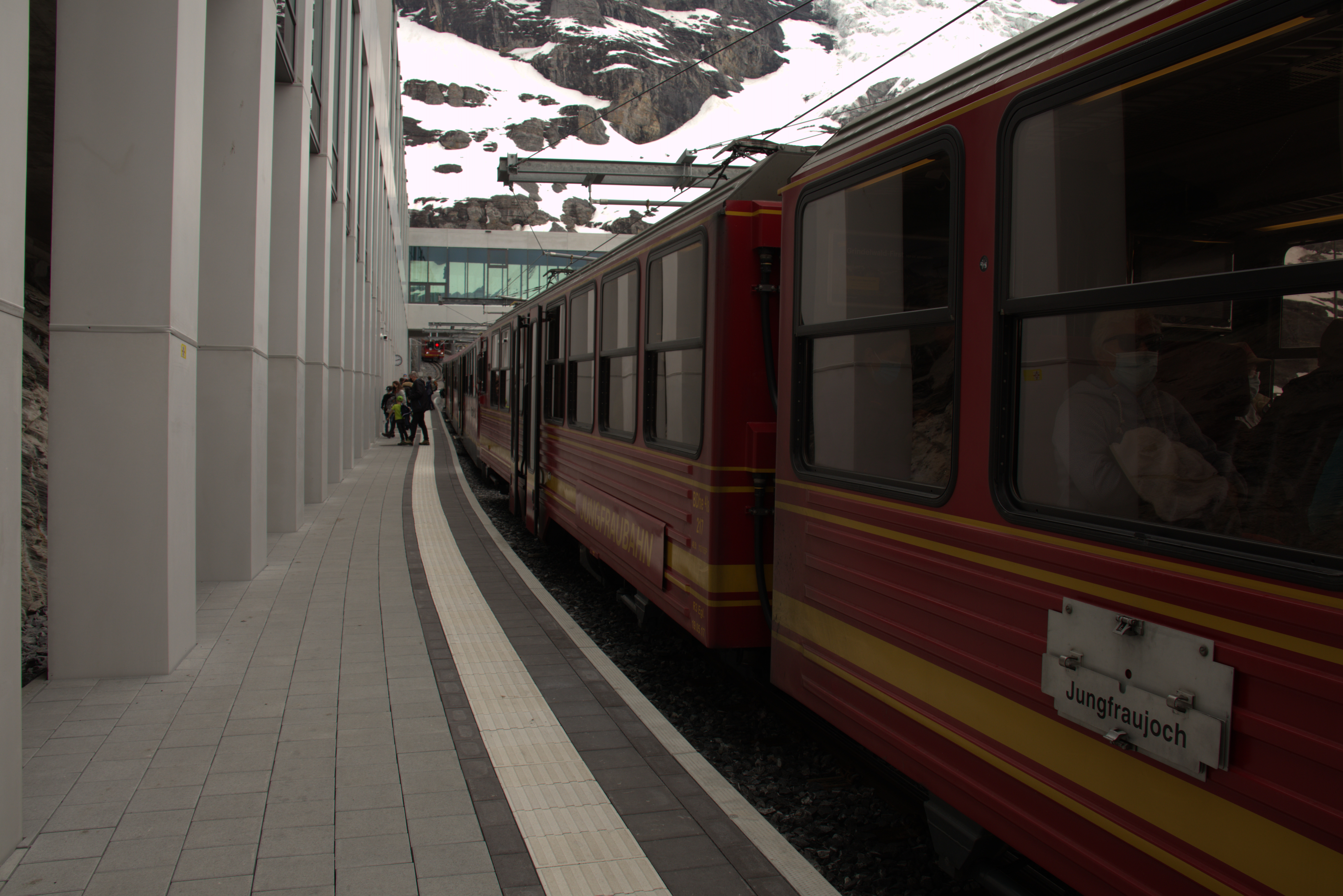
융프라우요흐로 가는 융프라우 철도